# Natalja Gorbaczowa
Natalja Iwanowna Gorbaczowa (ros. Наталья Ивановна Горбачёва, ur. 24 lipca 1947 w Wyborgu) – radziecka lekkoatletka, specjalistka rzutu dyskiem, medalistka mistrzostw Europy w 1978.
Zajęła 8. miejsce w rzucie dyskiem na igrzyskach olimpijskich w 1976 w Montrealu. Zdobyła brązowy medal w tej konkurencji na mistrzostwach Europy w 1978 w Pradze, przegrywając tylko z reprezentantkami Niemieckiej republiki Demokratycznej Evelin Jahl i Margittą Droese, a wyprzedzając kolejną zawodniczkę z NRD Sabine Engel.
Była mistrzynią Związku Radzieckiego w rzucie dyskiem w 1978, a także wicemistrzynią w tej konkurencji w 1976 i 1977 oraz brązową medalistką w 1979.
Rekordy życiowe Gorbaczowej:
- rzut dyskiem – 67,32 m (4 czerwca 1983, Leningrad)
- pchnięcie kulą – 19,35 m (17 sierpnia 1977, Gorki)